# Robert Fradet-Perrin

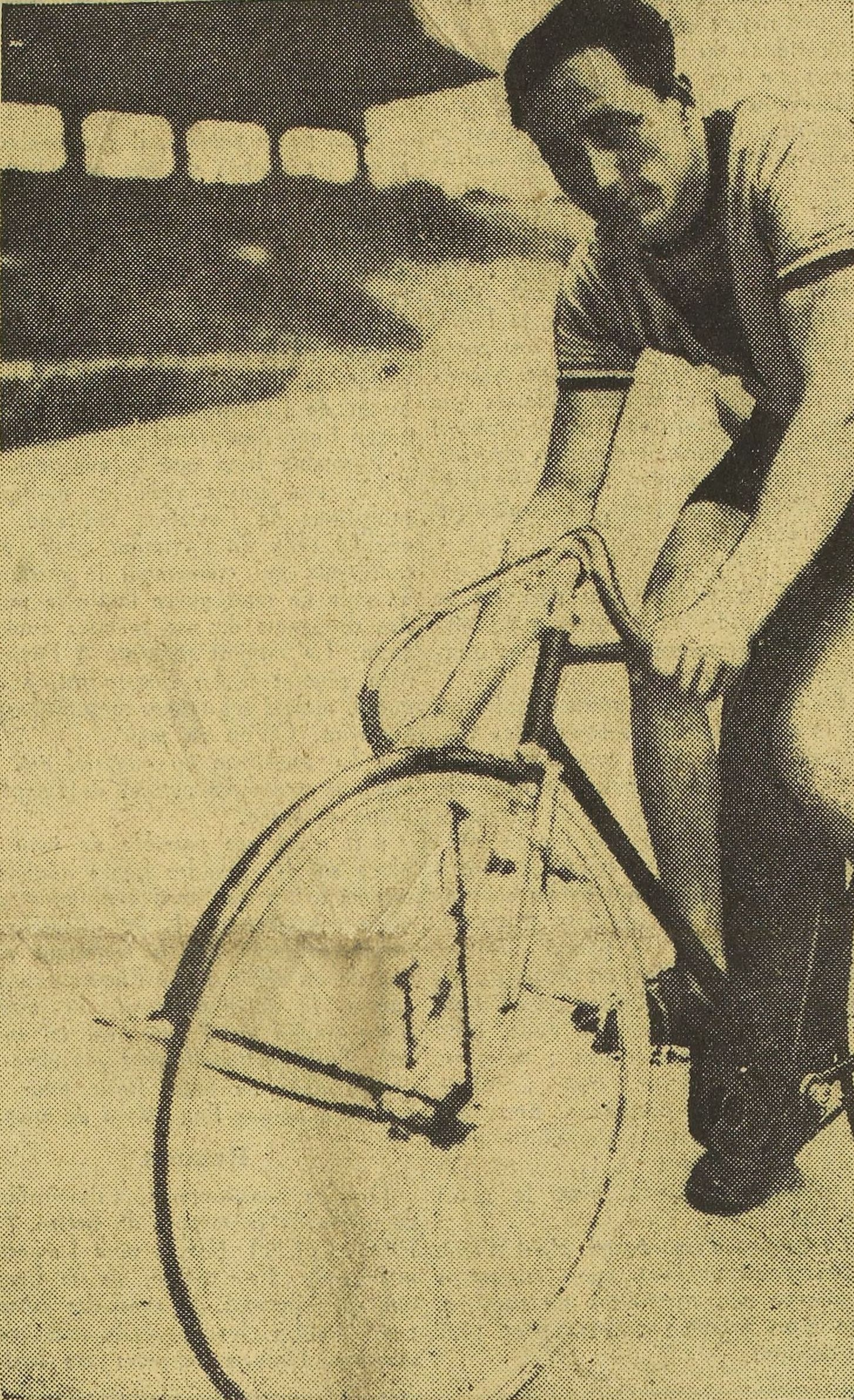
Robert Fradet-Perrin sur bicyclette à traction avant, système Jacques Paul Souhart, juin 1939

Robert Fradet-Perrin, né le 24 juin 1916 à Maillet (Indre) et mort le 11 janvier 2005 à Saint-Amand-Montrond (Cher), est un coureur cycliste français.

## Biographie
Il vient à Paris en 1926. Il adhère à la Pédale Charentonnaise en 1932. Il s'engage dans la Course de la Médaille 1932/33 et 1933/34 où il remporte deux médailles hebdomadaires,,, malheureusement il ne peut participer à la Grande Finale de cette compétition. Fradet-Perrin, devenu employé d'octroi, fait montre de réels progrès sans pour cela remporter d'épreuve officielle. Elève de Lucien Faucheux, il remporte le Grand Prix Cyclo-Sport de vitesse et le titre de champion de France de vitesse des amateurs 1935 en battant Louis Chaillot en finale à Annecy,,. Il s'essaye au demi-fond plus lucratif fin 1935 mais ses débuts son décevants,,.
En 1936, Il court des américaines, notamment avec Francis Faure, Armand Mercier ou encore Arthur Sérés et aussi des omniums.
En 1937, il revient à la vitesse et  remporte le championnat de France de vitesse des aspirants aux Sables-d'Olonne,.
En 1938, il participe au Grand Prix du jubilé Dunlop à Longchamp.
En 1938/1939, il fait son service militaire au 5e RI  à la Caserne Charras de Courbevoie.
En 1939, il gagne un cyclo-cross organisé par L'Auto dans le bois de Clamart,,. En mars de la même année, il bat le record des 500 mètres du Vel' d'Hiv sur le vélo à "traction avant" inventé par Jacques Paul Souhart,. Il bat ses propres records sur le vélo de Souhart amélioré; Il court sur la même machine pour les qualifications du Grand Prix de Paris, il est néanmoins battu dans sa série par Albert Richter,. En juin 1939, sur la bicyclette à traction avant, il bat à Bordeaux, le record de France du 3/4 de mille, en 1 m. 23s. 4/5, précédemment détenu par Lucien Michard,.
Militaire, il est fait prisonnier pendant la seconde guerre mondiale.
Il participe à la course Marseille-Toulon-Marseille en 1942 où il finit 17e.
En 1948 et 49, il court dans le Prix de la Foire-Exposition de Cérilly.

## Palmarès

### Championnat de France
- Champion de France de vitesse des amateurs : 1935
- Champion de France de vitesse des aspirants : 1937
- 2e du Championnat de France de vitesse militaire : 1939

### Championnat régional
- Champion de Paris : 1935
- Champion de vitesse du Gouvernement militaire de Paris : 1936[19]

### Grand Prix
- Prix de l'Avenir : 1933[30]
- Challenge Pikina : 1935
- Prix de l'Espérance au vélodrome municipal de Saint-Denis  : 1935[31]
- Prix du Conseil municipal : 1935[32]
- Grand Prix Cyclo-Sport de vitesse : 1935
- Grand Prix de la ville de Neuilly : 1935[33]
- Grand Prix Ludovic Morin : 1935[34]
- 3e du Grand Prix Arthur Vanderstuyft de demi-fond : 1936
- Prix de New York, américaine avec Mercier : 1936[14]

### Autres
- Course du Cœur-Volant (course de côte CLM) : 1935[35]